# Модель атома Томсона
Моде́ль атома То́мсона інколи ще її називають пу́дингова модель а́тома (англ. plum pudding model) — модель атома, яку 1904 року запропонував Джозеф Джон Томсон. Відкривши у 1897 році електрон, дослідник припустив, що від'ємно заряджені «корпускули» (так він називав електрони, хоча ще 1894 року Джордж Стоні (англ. George Johnstone Stoney, 1826—1911) запропонував називати «атоми електрики» електронами) входять до складу атома. Він запропонував модель атома, в якому у хмарі позитивного заряду, що за розміром відповідає розміру атома (приблизно 10−10м), містяться маленькі, від'ємно заряджені «корпускули», сумарний електричний заряд яких дорівнює заряду позитивно зарядженої хмари, чим забезпечується електронейтральність атомів. «Корпускули» у цій моделі електрони розподілені всередині позитивно зарядженої хмари з однаковою за об'ємом густиною заряду, що нагадують родзинки у тісті пудинга, що й дало іншу назву — «пудингова модель атома».

## Опис моделі
На думку Томсона:
|  | …атоми елементів складаються з декількох від'ємно заряджених корпускул, поміщених у сферу, що має однорідно розподілений позитивний електричний заряд… |

Атом за Томсоном складається з електронів, поміщених в позитивно заряджений «суп», що компенсує їхні від'ємні заряди, подібно до негативно заряджених «родзинок» в позитивно зарядженому «пудингу». Електрони, як вважалося, розподілялись по усьому атому. Було декілька варіантів можливого розташування електронів усередині атома, зокрема на кільцевих траєкторіях руху електронів. У деяких варіантах моделі замість «супу» пропонувалася «хмара» позитивного заряду.
Згідно з цією моделлю, електрони могли вільно здійснювати колові рухи у краплі або хмарі такої позитивно зарядженої субстанції. Їх орбіти стабілізувались тим, що, при віддаленні електрона від центра позитивно зарядженої хмари, він зазнавав зростання сили притягання, що повертала його назад, оскільки всередині його орбіти було більше субстанції протилежного заряду, ніж зовні (за теоремою Гауса). В моделі Томсона електрони могли вільно обертатись на кільцевих орбітах, які стабілізувались взаємодією між електронами, а спектри пояснювались енергетичними відмінностями між різними кільцевими орбітами.
Модель пояснювала кілька важливих фундаментальних фактів: 
- По-перше, тверді тіла, тобто такі, в яких атоми знаходяться майже впритул один до одного, надзвичайно важко стиснути, що означає що атоми є жорсткими конструкціями.
- По-друге, при механічному терті заряд може перетікати з одного тіла на інше, а отже його носії мають відносно вільно пересуватися.
- Електрони значно менші ніж атоми (оцінки показували, що радіус електрона менший за 10-15 м)

Стаття Томсона була опублікована у березні 1904 року у «Філософському журналі» (англ. «Philosophical Magazine»), провідному британському науковому журналі того часу. Томсон згодом намагався пояснити за допомогою своєї моделі наявність певних яскравих спектральних ліній хімічних елементів, але успіху не досяг.
Проте, модель Томсона (також як до неї модель сатурніанських кілець для електронів атомів, яку висунув теж у 1904 році Х. Нагаока, за аналогією з моделлю кілець Сатурна Джеймса Клерка Максвелла) стала раннім провісником пізнішої й успішнішої моделі Бора, що представляє атом як подобу Сонячної системи.

## Спростування моделі Томсона

Сучасна модель атома гелію включає в себе щільне ядро, оточене ймовірнісною «хмарою» електронів

Модель атома Томсона від 1904 року було спростовано в експерименті із визначення розсіювання альфа-частинок на золотій фользі у 1909 році, аналіз якого зробив Ернест Резерфорд у 1911 році
, котрий зробив припущення, що в атомі є відносно дуже мале за розмірами ядро з великим позитивним зарядом (для кожного випадку, достатнім, щоб скомпенсувати заряд багатьох десятків електронів), що привело до створення планетарної моделі атома Резерфорда. 
Так як атомний номер золота дорівнює 79, одразу ж після виходу статті Резерфорда у 1911 році Антоніус ван ден Брук зробив інтуїтивне припущення, що атомний номер і є зарядом ядра. Для підтвердження припущення потрібен був експеримент. У 1913 році Генрі Мозлі експериментально показав (див. закон Мозлі), що ефективний заряд ядра є дуже близьким до атомного номера (різниця, яку виявляв Мозлі, була не більшою за одиницю), при цьому Мозлі посилався виключно на роботи Ван ден Брука та Резерфорда. 
Це дослідження у підсумку створило передумови появи у тому ж році моделі атома Бора, схожої на планетарну систему але з квантовими обмеженнями, у якій ядро з позитивним зарядом, що чисельно дорівнює атомному номеру, оточене такою ж кількістю електронів, розташованих в орбітальних шарах.

## Цікаві факти

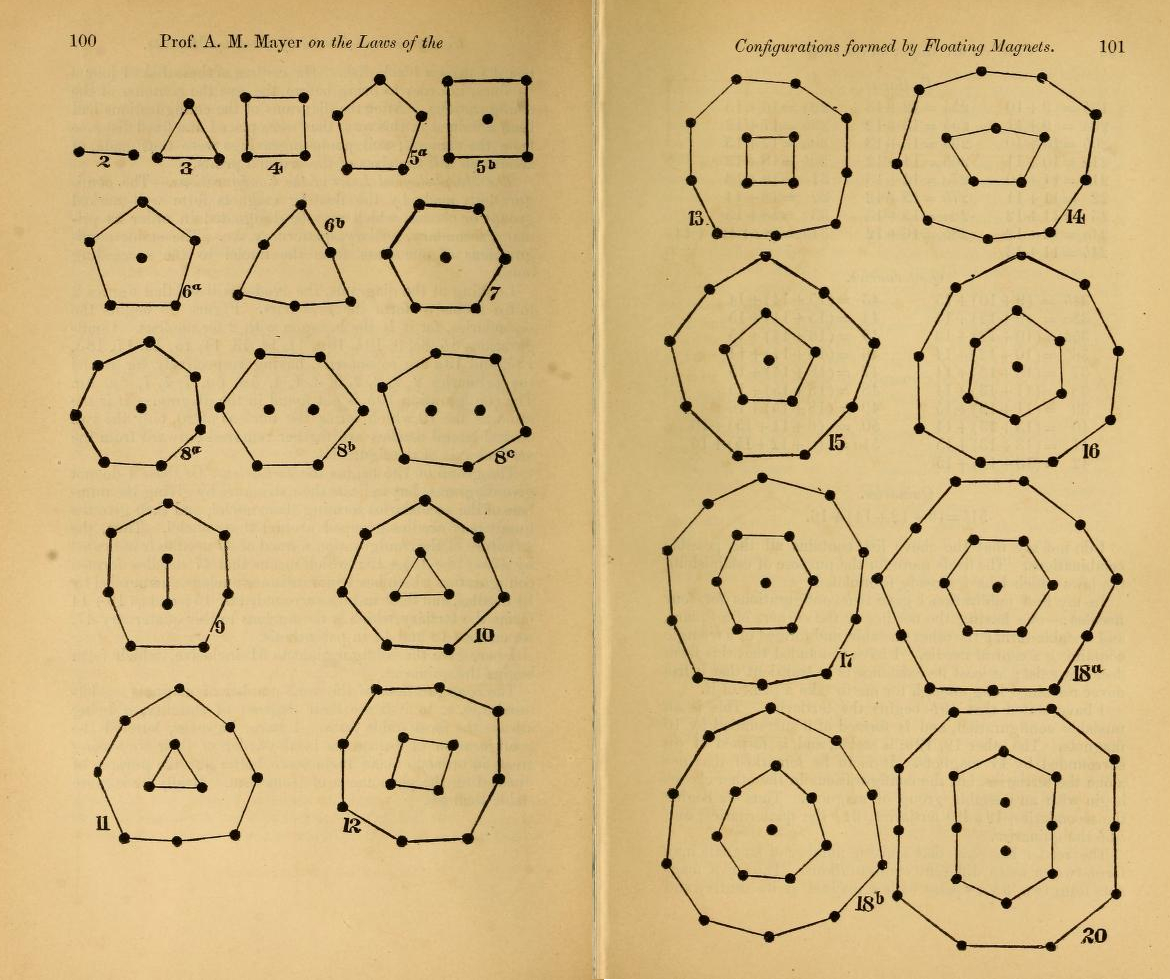
Конфігурації, що їх мали голки в експериментах Майера

- З цією новою моделлю Томсон відмовився від своєї попередньої гіпотези «туманного атома» (англ. nebular atom), за якою вважалось, що атом складається з нематеріальних вихорів. Тепер принаймні частина атома складалася мікроскопічних негативно заряджених корпускул Томсона, хоча позитивно заряджена решта атома як і раніше залишалася досить туманною й практично невизначеною.
- Модель Томсона порівнювали (хоча сам він цього не робив) з британським десертом, різдвяним пудингом з родзинками, що дав назву цій моделі.
- Намагаючись зрозуміти, яку конфігурацію мають електрони у атомі, Томсон звернув увагу на експерименти Альфреда Майера[en], який встромляв намагнічені голки у шматочки корку, поміщав їх у ємність з водою, яку потім ставив під сильний магніт. Майер помітив, що голки самостійно стають у впорядковані конфігурації, а саме концентричні кільця і еліпси, форма і кількість яких залежить від кількості голок. Томсон сподівався, що електрони у атомах поводяться схожим чином, і утворюють кільцеподібні конфігурації. Сучасна концепція електронних оболонок на диво схожа на очікуване Томсоном явище, хоча принципи її існування зовсім інші.[6]